# Kanavász
A kanavász eredetileg kenderből, később erősen sodrott, nagyon erős, len- vagy féllen-fonalakból készült vászonkötésű szövet. A kanavász szó eredete a 13. századi ó-francia canevas vagy canevaz szóra vezethető vissza, aminek eredete a latin cannabis, azaz kender.
A kanavászt újabban pamutból, lenből, sőt szintetikus szálasanyagból (PVC) is készítik. Egyszínű vagy színnyomott változatban gyártják. Fő felhasználási területei: vitorlák, sátrak, hátizsákok, táskák, cipő-felsőrészek és más olyan termékek készítése, ahol a szövet nagy szilárdságára van szükség. Keményített változatban zakók merevítőbéléseként szolgál. Festővászonnak is használják. Ritkább szövésű változata hímző alapanyag.
A felhasználási területtől függően a kanavászt különböző kikészítési eljárásokkal is készítik, pl. lángálló, vízhatlanító  kikészítéssel látják el.